# Dolní Nivy
Dolní Nivy (németül: Unter Neugrün) község Csehországban a Karlovy Vary-i kerület Sokolovi járásában. Településrészei: Boučí (Pichelberg), Horní Nivy (Ober Neugrün), Horní Rozmyšl (Roßmeisl).

## Története
Első írásos említése 1353-ból származik. 1840 körül 33 lakóházában 220 lakos élt. Csehszlovákia létrehozását követően 1923-ban hivatalos nevét Dolní Nový Grün-re módosították. 1939-ben lakosainak száma 536-ra emelkedett. A második világháború után 1946-ban német lakosságát a csehszlovák hatóságok Németországba toloncolták, a település nevét 1948-ban Dolní Nivy-re módosították.

## Népesség
A település népessége az elmúlt években az alábbi módon változott:
| Lakosok száma | 1363 | 1304 | 1461 | 688  | 382  | 271  | 327  | 350  | 337  | 351  |
|               | 1869 | 1890 | 1921 | 1950 | 1980 | 2001 | 2017 | 2019 | 2022 | 2024 |

## Jegyzetek

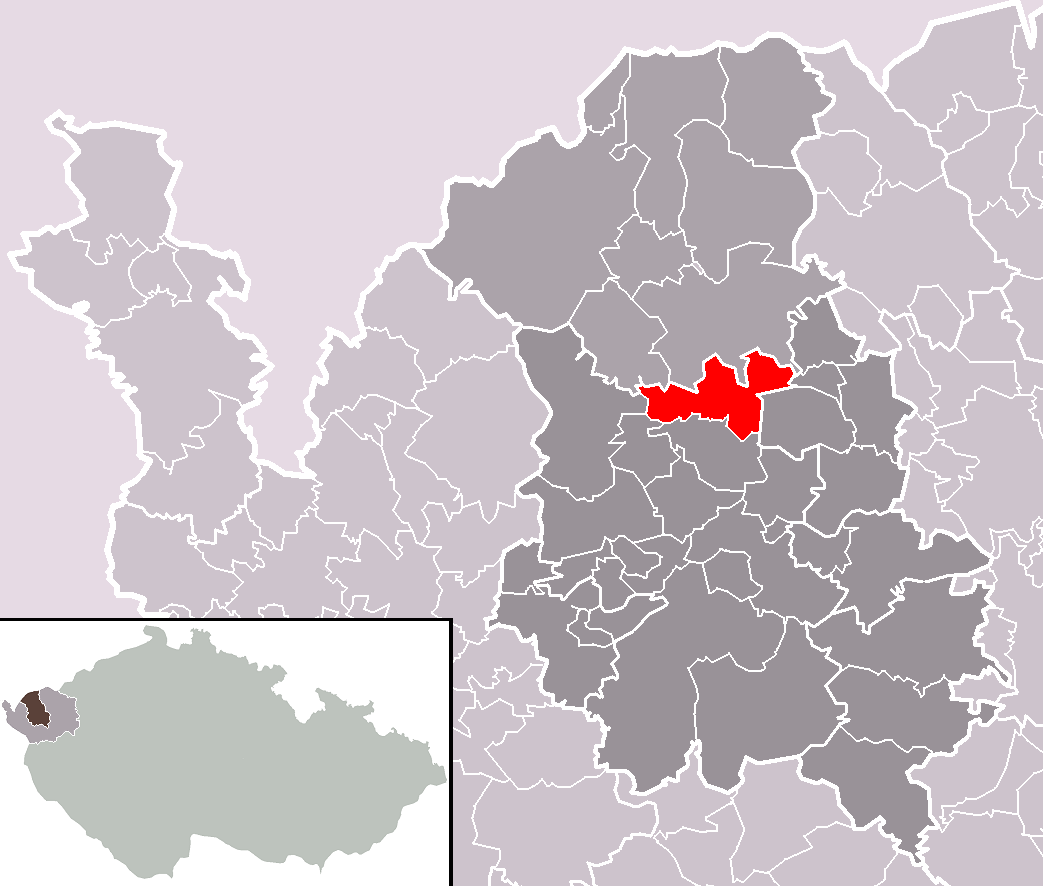
Dolní Nivy közigazgatási területe